# Tyrannochthonius sokolovi
Espèce
Synonymes
- Chthonius sokolovi Redikorzev, 1924

Tyrannochthonius sokolovi est une espèce de pseudoscorpions de la famille des Chthoniidae.

## Distribution
Cette espèce se rencontre en Tanzanie, au Kenya, en Ouganda et au Congo-Kinshasa.

## Publication originale
- Redikorzev, 1924 : Pseudoscorpions nouveaux de l'Afrique Orientale tropicale. Entomologicheskoe obozrenie (Revue Russe d'Entomologie), vol. 18, p. 187-200.